# 門客
門客，又稱食客，是中國春秋戰國時期盛行的一種職業，當時身家財產夠多的貴族，為了進一步提升政治地位與社會地位，會對外招收各國人才並供養他們，食客為雇主私人的部屬，不受任朝廷官職也不受國君指使。
門客所貢獻的才能五花八門，如出謀獻策、出使遊說、唱歌跳舞、行刺暗殺、武力保鑣等，甚至連行竊與學動物叫也能當門客。貴族不論進出都會帶一定數量的門客當隨從，以便隨時差遣。

## 著名門客
- 馮諼
- 毛遂
- 侯嬴
- 荊軻
- 藺相如
- 朱英
- 尸佼
- 公孫龍
- 倪說

## 相關著作
- 呂氏春秋
- 淮南子